# Doxastischer Voluntarismus
Doxastischer Voluntarismus ist ein Fachbegriff der Philosophie, der bedeutet, dass man sich frei und willentlich für oder gegen eine Meinung beziehungsweise einen Glauben entscheiden kann, d. h., dass man seine Überzeugungen mit Hilfe seines Willens vollständig kontrollieren kann.

## Begriff
Der Begriff doxastischer Voluntarismus (von gr. δὀξα, dóxa, Meinung, Glaube, Überzeugung und von lateinisch voluntas, Wille, siehe hierzu auch Voluntarismus) wird in der Epistemologie (Erkenntnistheorie) von Vertretern der Deontologie (Sollensethik, Verpflichtung zu einer bestimmten Ethik) gebraucht im Zusammenhang mit Gründen für Überzeugungen zur Rechtfertigung bestimmter Erkenntnisse. Es gibt einen stärkeren und einen abgeschwächten Begriff des doxastischen Voluntarismus. Historisch geht der doxastische Voluntarismus auf Thomas von Aquin zurück, der mit ihm versuchte, den Glauben mit Hilfe des Willens und des Intellekts zu rechtfertigen. Später sind auch René Descartes und John Locke davon ausgegangen, dass man im Rahmen seiner Fähigkeiten die Pflicht hat, die Wahrheit zu ermitteln. Weil man kann, soll man nach besten Kräften die Wahrheit anstreben. Der Wille ist nach dem doxastischen Voluntarismus also der Grund für eine Überzeugung, mit der sich eine bestimmte Erkenntnis oder ein bestimmter Glaube rechtfertigen lässt.

## Einwände
Ein Argument gegen den doxastischen Voluntarismus lautet:
| (1) Epistemische Pflichten bezüglich der Überzeugungsbildung gibt es nur, wenn wir eine willentliche Kontrolle über unsere Überzeugungsbildung haben. (2) Wir haben keine willentliche Kontrolle über unsere Überzeugungsbildung. (3) Also gibt es keine epistemischen Pflichten bezüglich der Überzeugungsbildung. |

Durch Prämisse (2) wird der doxastische Voluntarismus zurückgewiesen. Thomas Grundmann führt in seinem Buch Analytische Einführung in die Erkenntnistheorie drei Beispiele an, die die Zurückweisung durch die zweite Prämisse unterstützen:
1. Wenn beim Überqueren der Straße ein Lastwagen auf Sie zurast, können Sie nichts gegen Ihre Überzeugung machen, dass ein Lastwagen auf Sie zurast.
2. 2 + 2 = 4. Wenn das Ergebnis für Sie plausibel ist, können Sie nichts gegen Ihre Überzeugung, dass 2 + 2 = 4 ergibt, unternehmen.
3. Wenn Sie der Überzeugung sind, dass alle Menschen sterblich sind, dann halten Sie sich automatisch auch für sterblich, egal wie sehr Sie gegen diese Überzeugung ankämpfen.

Die aufgeführten Überzeugungen kann man nach Grundmann nicht willentlich beeinflussen, d. h., der doxastische Voluntarismus ist widerlegt. [Eigene Anmerkung: Wobei man sicher noch verschiedene Arten von Überzeugungen unterscheiden kann. Die Überzeugung, dass ein Bus auf mich zurast, ist von anderer Art als die Überzeugung, warum 2 + 2 = 4 ergibt. Eine Überzeugung, dass etwas der Fall ist, kann von einer Überzeugung, warum etwas der Fall ist, unterschieden werden.] Aufgrund der Plausibilität solcher Einwände gibt es Vertreter des Pflichtmodells, die sich auf einen abgeschwächten doxastischen Voluntarismus zurückgezogen haben.

## Abgeschwächter doxastischer Voluntarismus
Unter einem abgeschwächten doxastischen Voluntarismus versteht man, dass man zwar nicht mit seinem Willen die eigenen Überzeugungen steuern kann, dass man aber die Pflicht hat, im Rahmen seiner Fähigkeiten und Kräfte die eigenen Überzeugungen und Gründe kritisch zu reflektieren, um die Wahrheit zu erkennen.

## Weitere Einwände
Auch hier gibt es Einwände, die zeigen, dass der abgeschwächte doxastische Voluntarismus im Rahmen der Erkenntnistheorie falsch ist. Er ist unter anderem falsch, weil die epistemische Pflichterfüllung eine höhere Priorität hat als die Wahrheit. D. h., hat man sich nach Kräften bemüht, hat man im Rahmen des abgeschwächten doxastischen Voluntarismus seine Pflicht erfüllt, selbst wenn man zu falschen Überzeugungen gelangt. Diese Annahmen sind kontraintuitiv und vertragen sich nicht mit einer Erkenntnistheorie, deren primäres Ziel die Beantwortung der Fragen nach Erkenntnis, Wissen und wahren Überzeugungen ist.